# Окул (Краків)

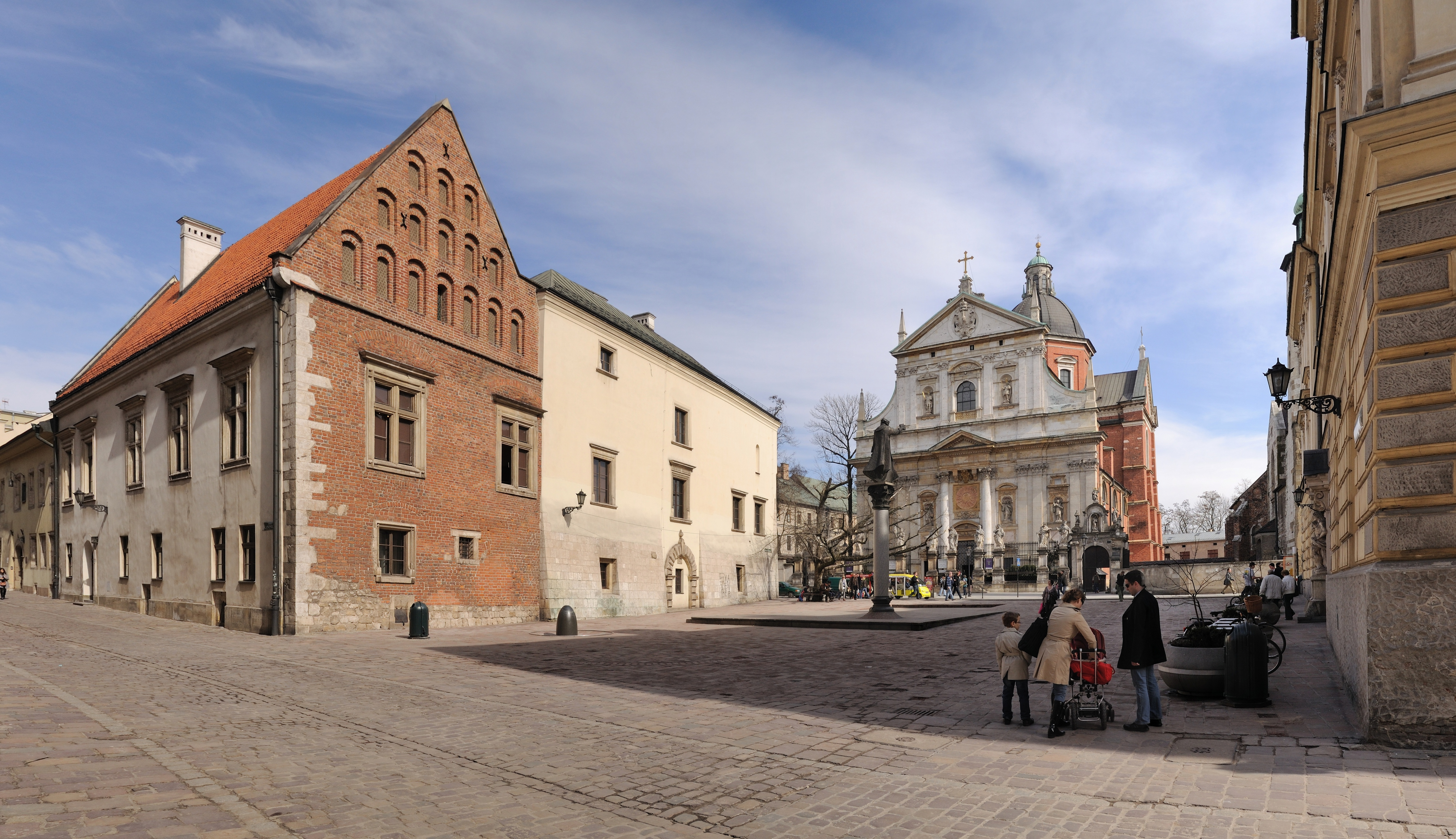
Площа св. Марії Магдалини; на задньому плані Collegium Iuridicum та костел св. Петра і Павла

Окул (пол. Okół) — середньовічна осада, яка була розташована в південній частині сучасного району Старе Місто в Кракові.
Спочатку Окул був підзамчем Вавеля і розміщувався вздовж сучасної вулиці Ґродської, а конкретніше навколо торгового ринку біля костелу св. Анджея.  З півночі обмежувався сучасною вул. Посольською, а з заходу і сходу оборонними мурами, збудованими значно пізніше.
Згідно з правовим актом Локація Кракова 1275 року Окул був сполучною ланкою між містом і Вавельським замком, а згодом, в др. пол. XIV ст. став частиною Кракова. Проте до інтеграції все ж зумів на деякий час здобути собі міські права. 1338 року згадується про Nova Civitas in Okol.
Середньовічний Окул зараз є південною, призамковою частиною Старого Міста Кракова. Основною магістраллю є вулиця Ґродська, а також паралельна вулиця Канонічна. На території старого Окула знаходиться ряд старих будівель, костели Св. Анджея, св. Егідія, св. Петра і Павла, корпус Коллегіум Юрідікум (Collegium Iuridicum UJ) від Ягеллонського Університету, а також безліч кам'яниць палаців по вулиці Канонічній. Центральним пунктом є площа св. Марії Магдалени, яка постала на місці зруйнованої 1811 року однойменної церкви.